# 月亭小文都
初代月亭 小文都（つきてい こぶんと、明治元年11月28日（1869年1月10日） - 1902年（明治35年）10月21日）は、明治時代の上方の落語家。本名は小泉佐太郎。

## 人物
大阪東区南久太郎町の貸本屋の長男（または法善寺にあった寄席泉熊席の遠縁とも）として生まれ、店の経営で父と進言したが反対され家を飛び出し噺家になった。若い頃から狂歌を好んで狂歌都鳥社に入り継風庵鹿丸と号した。その後2代目月亭文都に師事し小文都と名乗った。三友派の人気者までになったが京都三友派連合の笑福亭席主に誘われて出京した。
1902年三友派の同人初代笑福亭福松、2代目桂文團治（後の7代目桂文治）、2世曽呂利新左衛門等と共に招待を受け松茸狩りの一夜、京都の三条木屋町の旅館で心臓麻痺で急死した。あまりにもショッキングな死であったため、当時の新聞や、初代桂文我の『文我出席控』に詳しく当時様子が記載されている。『文我出席控』によると亡くなる前日の19日に京都笑福亭の昼席「矯正会第四回」が盛況に終わり20日を休日にし芸人集めて松茸狩りと宴会を開く予定で小文都も大阪から参加、深夜12時ごろみんなで呑んでるときに近所で火事が起き近隣が騒然となったが鎮火し一息ついて再び呑み直したが小文都が急に倒れ死去、実の弟や親族が集まって翌朝から近所の寺で通夜が行われ翌22日の朝に葬儀を行った、葬儀の最中2代目文團治とその弟子の2代目桂米朝（後の3代目桂米團治）が喧嘩したことも記述されている。
芸は人情噺を長じ声色もうまく将来有望な若手だった。
発病の直前には「親玉といはるるまでの覚束な葉末にきゆる露の亡き魂」と詠んだのが残っている。